# Okazaki-fragment
Een Okazaki-fragment is een relatief kort DNA-fragment op de lagging strand (de antiparallelle streng) van een dubbele helix tijdens de replicatie.
De Japanse onderzoeker Reiji Okazaki ontdekte dat de antiparallelle streng (de lagging strand) niet continu maar in kleine Okazaki-fragmenten werd afgelezen, aangezien deze lagging strand steeds nieuwe RNA-primer nodig heeft. Een Okazaki-fragment includeert een RNA-primer en een stukje reeds door DNA-polymerase gerepliceerde streng. Nadat het DNA gesynthetiseerd is wordt de DNA-RNA-duplex afgebroken en kan het vrijgekomen 3' einde als primer gebruikt worden om de ontbrekende fragmenten in te vullen met DNA. Deze fragmenten worden vervolgens door het enzym ligase aan elkaar geplakt.